# Stamnodes similis
Stamnodes similis là một loài bướm đêm trong họ Geometridae.